# Filosofi i Sovjetunionen
Officiellt filosofiskt tänkande i Sovjetunionen var ofta begränsat till marxism-leninismen, vilken antogs vara den enda objektiva och slutgiltiga filosofiska sanningen. Under 1920- och 1930-talen, menar många, undertrycktes allt ryskt tänkande som avvek från denna teori. Josef Stalin utfärdade 1931 ett dekret som slog fast att den materialistiska dialektiken var identisk med marxism-leninismen, vilket gjorde den till Sovjetunionens officiella filosofi. Motståndare benämndes ofta "revisionister".
Historiker, som Józef Maria Bocheński och Gustav Wetter, har hävdat att filosofin i Sovjetunionen var helt dogmatisk. Detta ifrågasätts emellertid av vissa, som har identifierat livliga filosofiska och politiska debatter bland sovjetiska akademiker i början av unionens historia. Evald Ilyenkov, som var en av 1960-talets mest framträdande sovjetiska filosofer, skrev om en debatt, som ägde rum under 1920-talet, mellan "mekanister" och "dialektiker" i ett verk från 1979.
Under 1960- och 1970-talen började filosofiska strömningar från väst göra sig märkta i sovjetiskt tänkande. De allra mest betydelsefulla av dessa var den analytiska filosofin och den logiska positivismen.

## Den tidiga perioden

### Karl Kautsky etiska teori
I början av 1920-talets Sovjetunionen diskuterades Karl Kautsky (1854-1938) så kallade "darwinianska marxism" flitigt. Syftet med Kautsky teori var att komplettera marxismen med en etisk teori och han hämtade inspiration från Charles Darwins hypotes om att sociala instinkter hade ett starkt överlevnadsvärde för mänskliga djur, vilket Darwin först hade fört fram i sin Menniskans härledning och könsurvalet från 1871. Detta täppte, enligt Kautsky, till det "etiska gapet" eftersom det annars var oerhört svårt att förklara människors känsla av moral i naturalistiska termer.
Kautsky teori var emellertid endast måttligt framgångsrik. Detta kan delvis ha berott på att hans fokus på biologiska faktorer av vissa uppfattades stå i strid med marxismens betoning av historiska faktorer. Debatten hann dock inte avslutas innan 1931, då Stalin bland annat starkt kritiserade den ledande sovjetiska filosofen vid den tiden, A. M. Deborin, för att ha haft "felaktiga Kautskyanska åsikter angående etik".

### Moralens bortvittrad
I slutet av 1920-talet antogs det allmänt av sovjetiska teoretiker att, i och med byggandet av socialismen, skulle delar av den ideologiska överbyggnaden, som religion, lagar och moral, vittra bort av sig självt. Begrepp som "socialistisk lag" och "socialistisk moral" betraktades med stor skepsis och till och med som självmotsägelser. Istället florerade andra akademiska ämnen, som materialistisk dialektik och vetenskapsteori.

## Filosofi under Stalin
Josef Stalin hade de facto störst makt i Sovjetunionen vid Vladimir Lenins död 1924. Han genomförde gradvis en officiell filosofi för hela Sovjetunionen, baserat på sin egen tolkning av Karl Marx' och Lenins skrifter. Stalinkonstitutionen från 1936 förklarades vara Sovjetunionens moraliska kodex. Detta stod i bjärt kontrast till andra teoretikers vision om moralens bortvittrande. Kontentan av Stalins moraluppfattning var att en moralisk person är en person som lyder statens lag. Detta stod också i mycket stark kontrast till den marxistiska tanken om att det är den ekonomiska strukturen, eller basen, som styr den ideologiska överbyggnaden, och inte tvärtom.
Från början av 1930-talet till 1950 trängdes det mesta av den etiska diskussionen ut av dogmatiska hyllningar till den socialistiska moralen och kritik av den borgerliga. Detta förändrades, delvis efter publicerandet av Stalins egna Marxism och lingvistik, 1950.
Efter Nikita Chrusjtjovs tillträde som Sovjetunionens ledare efter Stalins död 1953 ägde en antistalinistisk process rum. Även om den inte omedelbart ledde till ett återupplivande av den filosofiska diskussionen kom detta så småningom efter publicerandet av dokumentet Kommunismbyggandets moraliska kodex 1961. Diskussionen började som en tolkningsprocess och försvar av kodexens tolv principer men medförde även en bredare etisk diskussion.

## Leninistiskinstrumentalism
Etisk teori i Sovjetunionen var även påverkat av Lenins tankar om moral. Enligt Lenin fyllde moralen endast ett instrumentellt värde. För det första fungerade moralen som ett medel till att underlätta byggandet av det kommunistiska samhället, vilket var målet med medlet. För det andra fungerade moralen som en form av social kontroll.
År 1920 deklarerade Lenin att moral syftar till att "förstöra det gamla exploaterade samhället och att förena alla arbetare kring proletariatet, som bygger ett nytt, kommunistiskt samhälle". Han avslutade med:
| ” | Vid den kommunistiska moralens grund ligger den [nuvarande] kampen för förstärkning och det [framtida] slutförandet av kommunismen | „ |

Dessa ord citerades ofta med gillande av sovjetiska moralfilosofer, även om de ansåg att grundtanken behövde förfinas. En genomgående, ibland implicit och ibland explicit, tankegång var uppställandet av högre mål som viktigare än nuvarande omständigheter.

## Sovjetiska ismer
Det hävdades ofta från sovjetiskt håll att deras marxism var en form av humanism. Detta stämde emellertid inte om man tolkar "humanism" på traditionellt västerländskt vis, det vill säga "principernas humanism" som förbjuder användandet av människor som blott medel till ett högre mål, i detta fall byggandet av socialismen. Den sovjetiska marxismen var snarare en framtidsorienterad "idealens humanism". Den hade en övervägande negativ syn på humanistiska principer och rättigheter som grund för moralen. Ett fall som avviker från denna bild är Ivan T. Frolovs (1929-1999) filosofi som ligger närmare traditionella västerländska ideal.
Föga förvånande innehöll officiell sovjetisk etik åberopanden av den "kommunistiska saken". Den första principen av den "moraliska kodexen" rör "hängivenhet" (predannost'), till kommunismen. Den elfte principen betonar vikten av en kompromisslös inställning till kommunismens fiender. 
Den femte principen i den moraliska kodexen likställer kollektivism med altruism, och tar ställning mot egoism
 och handlande i egenintresse.

## Värdeteori
Den i särklass mest betydelsefulla akademikern inom ämnet värdeteori i Sovjetunionen var V. P. Tugarinov (1898-1978). Tugarinovs teori var både naturalistisk och relativistisk. Han menade att värden skulle förstås som resultat av den sociala processen värderande. Denna process syftade till att tillfredsställa behov och intressen. Det är idag oklart exakt hur man ska tolka denna teori. Frågor om värdens eventuella objektivitet och giltighet samt frågan om värdeomdömen är kognitiva eller inte, förblir obesvarade.
Tugarinovs teori var relativt framgångsrik, trots kraftig kritik från flera håll. O. G. Drobnitskij (1933-1973) avfärdade den typen av värdeteori helt och hållet, på grund av dess bristande rationalitet och hänsynstagande till känslor. Han menade att värdeteori är ett ämne för socialpsykologer, inte för filosofer, eftersom värden inte är någonting annat än egenskaper hos "sociala objekt".

## Post-sovjetisk utveckling
Efter Sovjetunionens kollaps 1991 förändrades den filosofiska scenen totalt i de nya statsbildningarna. Marxism-leninismen tappade sitt enorma inflytande och en ny pluralism i synsätt utvecklades. Mängder med filosofiska klassiker översattes och publicerades, exempelvis verk av Søren Kierkegaard, Max Weber och Friedrich Nietzsche. Man publicerade dessutom Leo Trotskijs Deras moral och vår från 1938.
För första gången på länge kunde den gamla officiella filosofin kritiseras, vilket även gjordes. Iu. N. Davidov skyllde de inhumana brotten som hade ägt rum i Sovjetunionen på "kärleken till den avlägsna framtiden", vilket var en egenskap hos den sovjetiska marxism-leninismen. Man började också kritisera vad man såg som en cynisk bestraffning: dödsstraff för brott mot socialistisk egendom. Sådana avrättningar ägde de facto rum fram till 1997. Statistik tyder på att mellan 400 och 600 människor avrättades för detta brott mellan åren 1961 och 1988.
Rysk moralfilosofi har på senare tid närmat sig den västerländska. Man undersöker moralens ontologiska grundvalar och ger sig in på tillämpad etik. Försök har även gjorts att skapa en rysk motsvarighet till den "protestantiska arbetsetiken".